# Lahore
Lahore (en punyabí: لہور [ləˈɦɔːɾ], en urdu: لاہور‎, romanizado: lajor [laːˈɦɔːɾ]ⓘ) es una ciudad de Pakistán, la más poblada y capital del Punyab pakistaní y la segunda más poblada del país después de Karachi. Está ubicada en el extremo noreste del país. 
Lahore es una de las ciudades más ricas de Pakistán, con un PIB estimado de $58.14 mil millones (PPA) en 2014, es el centro cultural histórico de la región de Punyab, y es una de las ciudades más socialmente liberales, progresistas y cosmopolitas del país. También es de las ciudades más contaminadas y sucias del mundo.
Los orígenes de Lahore se extienden a la antigüedad. La ciudad ha sido controlada por numerosos imperios a lo largo de su historia, incluidos los shahis hindúes, gaznávidas, gúrides y el Sultanato de Delhi en la época medieval. Lahore alcanzó el apogeo de su esplendor bajo el Imperio mogol entre finales del siglo XVI y principios del siglo XVIII, y fue su ciudad capital durante varios años. 
La ciudad fue capturada por las fuerzas del emperador persa Nader Shah en 1739, y cayó en un período de decadencia mientras se disputaba entre las diferentes potencias. Lahore finalmente se convirtió en capital del Imperio Sij a principios del siglo XIX y recuperó gran parte de su esplendor perdido. Lahore fue luego anexada al Imperio Británico, y se convirtió en capital del Punjab británico. Lahore fue fundamental para los movimientos de independencia tanto de India como de Pakistán, siendo la ciudad el lugar de la declaración de Independencia india y la resolución que pedía el establecimiento de Pakistán. 
Lahore experimentó algunos de los peores disturbios durante el período de la Partición que precedió a la independencia de Pakistán. Tras la independencia en 1947, Lahore fue declarada capital de la provincia pakistaní de Punyab, y ahora es la ciudad punyabí más grande del mundo.
Lahore ejerce una fuerte influencia cultural sobre Pakistán, siendo un importante centro de la industria editorial del país, consolidándose como el principal centro de la escena literaria de Pakistán. La ciudad alberga el Festival Literario Anual de Lahore, considerado uno de los principales eventos culturales del sur de Asia.
La ciudad es también un importante centro de educación en Pakistán, con algunas de las principales universidades de Pakistán con sede en la ciudad. Lahore es también la capital de la industria cinematográfica de Pakistán, Lollywood, y es un importante centro de música Qawwali. La ciudad también alberga gran parte de la industria turística de Pakistán, con importantes atracciones como la famosa Ciudad amurallada, numerosos santuarios sijes y las mezquitas de Badshahi y Wazir Khan. Lahore también alberga el fuerte de Lahore y los jardines de Shalimar, ambos declarados Patrimonio de la Humanidad por la UNESCO.[cita requerida]

## Historia
Según una leyenda, basada en tradiciones hinduistas meramente orales, Lahore habría sido fundada por Lava, uno de los dos hijos del rey-dios Rama (héroe del relato épico hindú Ramaiana, del siglo IV a. C.) En la tradición, el hijo de Rama se llama Loj: de allí Loh-awar (fuerte de Loh) o Lojor.
Un templo dedicado a este Loh se encuentra dentro del Fuerte de Lahore (que en el año 2000 fue incluido en la Lista del Patrimonio de la Humanidad en peligro), aunque se mantiene cerrado.
Sin total certeza, se ha identificado la ciudad con la antigua Paura, capital del rey Poros, quien en el siglo IV a. C. se enfrentó a Alejandro Magno.
En 713, Lahore pasó a manos musulmanas cuando un ejército árabe omeya dirigido por Muhammad bin Qasim conquistó Panyab y el actual Pakistán desde Cachemira hasta el Mar Arábigo. En 1206, Qutub-ud-din Aibak fue coronado convirtiéndose en el primer sultán del subcontinente indio.
De 1524 a 1752 Lahore formó parte del Imperio mogol. Entre 1584 y 1598, durante el reinado de Akbar, Lahore fue capital del imperio. Durante este tiempo se construye el Fuerte de Lahore sobre los cimientos de un antiguo fuerte. Este fuerte fue después ampliado por los emperadores Jahangir y Shah Jahan. El último de los grandes emperadores mogoles, Aurangzeb, quien gobernó entre 1658 y 1707, construyó los monumentos más importantes de la ciudad, como la Puerta de Alamgiri y la mezquita Badshahi. Tras el declive del imperio mogol, los sijs capturan la ciudad y gobiernan entre 1799 y 1849, haciendo de Lahore capital del Imperio sij. Sin embargo, la última guerra anglo-sij que resultó en una victoria inglesa, puso a Lahore bajo mandato británico hasta la independencia de Pakistán en 1947.
Lahore fue sede en 1940 de la reunión de la Liga Musulmana, un partido político, en donde se tomó la Resolución de Lahore. Al momento de la independencia del mandato británico en agosto de 1947, Lahore vivía grandes disturbios entre musulmanes (64,5%), hindúes (26,7%) y sijs (5,1%), que supusieron la quema de gran parte de la ciudad vieja (distrito comercial Walled de mayoría hindú). Durante la Guerra Indo-Pakistaní de 1965, la ciudad fue amenazada por el ejército indio, el cual llegó a conquistar territorios en los alrededores del distrito de Lahore. Estos territorios fueron devueltos a Pakistán tras la Declaración de Taskent.

## Geografía
El Distrito de Lahore está limitado al norte y al oeste por el Distrito de Sheikhupura, al este por la India y al sur por el Distrito de Kasur. El río Ravi fluye por la parte norte de Lahore. La ciudad abarca una superficie total de 1772 km² y crece a un ritmo considerable.

### Clima
Lahore tiene un clima semiárido (según la clasificación climática de Köppen Bsh) siendo extremo entre los meses de mayo, junio y julio, meses en que las temperaturas alcanzan 45 a 50 °C, durante la temporada más calurosa del año. Al finalizar el mes de julio e iniciar agosto se presenta la temporada del monzón, provocando las precipitaciones considerables a lo largo de la ciudad y la provincia. Durante los meses de diciembre, enero y febrero se presentan las temperaturas más bajas, llegando a mínimas de -1 °C.
| Parámetros climáticos promedio de Lahore (1961-1990)                                    | Parámetros climáticos promedio de Lahore (1961-1990) | Parámetros climáticos promedio de Lahore (1961-1990) | Parámetros climáticos promedio de Lahore (1961-1990) | Parámetros climáticos promedio de Lahore (1961-1990) | Parámetros climáticos promedio de Lahore (1961-1990) | Parámetros climáticos promedio de Lahore (1961-1990) | Parámetros climáticos promedio de Lahore (1961-1990) | Parámetros climáticos promedio de Lahore (1961-1990) | Parámetros climáticos promedio de Lahore (1961-1990) | Parámetros climáticos promedio de Lahore (1961-1990) | Parámetros climáticos promedio de Lahore (1961-1990) | Parámetros climáticos promedio de Lahore (1961-1990) | Parámetros climáticos promedio de Lahore (1961-1990) |
| Mes                                                                                     | Ene.                                                 | Feb.                                                 | Mar.                                                 | Abr.                                                 | May.                                                 | Jun.                                                 | Jul.                                                 | Ago.                                                 | Sep.                                                 | Oct.                                                 | Nov.                                                 | Dic.                                                 | Anual                                                |
| --------------------------------------------------------------------------------------- | ---------------------------------------------------- | ---------------------------------------------------- | ---------------------------------------------------- | ---------------------------------------------------- | ---------------------------------------------------- | ---------------------------------------------------- | ---------------------------------------------------- | ---------------------------------------------------- | ---------------------------------------------------- | ---------------------------------------------------- | ---------------------------------------------------- | ---------------------------------------------------- | ---------------------------------------------------- |
| Temp. máx. abs. (°C)                                                                    | 27.8                                                 | 33.3                                                 | 37.8                                                 | 46.1                                                 | 48.3                                                 | 47.2                                                 | 46.1                                                 | 42.8                                                 | 41.7                                                 | 40.6                                                 | 35.0                                                 | 30.0                                                 | 48.3                                                 |
| Temp. máx. media (°C)                                                                   | 19.8                                                 | 22.0                                                 | 27.1                                                 | 33.9                                                 | 38.6                                                 | 40.4                                                 | 36.1                                                 | 35.0                                                 | 35.0                                                 | 32.9                                                 | 27.4                                                 | 21.6                                                 | 30.8                                                 |
| Temp. media (°C)                                                                        | 9.4                                                  | 15.6                                                 | 19.7                                                 | 24.3                                                 | 29.5                                                 | 33.3                                                 | 31.3                                                 | 29.7                                                 | 28.2                                                 | 25.3                                                 | 19.6                                                 | 14.4                                                 | 23.4                                                 |
| Temp. mín. media (°C)                                                                   | 5.9                                                  | 8.9                                                  | 14.0                                                 | 19.6                                                 | 23.7                                                 | 27.4                                                 | 26.9                                                 | 26.4                                                 | 24.4                                                 | 18.2                                                 | 11.6                                                 | 6.8                                                  | 17.8                                                 |
| Temp. mín. abs. (°C)                                                                    | −2.2                                                 | 0.0                                                  | 2.8                                                  | 10.0                                                 | 14.0                                                 | 18.0                                                 | 20.0                                                 | 19.0                                                 | 16.7                                                 | 8.3                                                  | 6.8                                                  | −1.1                                                 | −2.2                                                 |
| Lluvias (mm)                                                                            | 23.0                                                 | 28.6                                                 | 41.2                                                 | 19.7                                                 | 22.4                                                 | 66.3                                                 | 252.1                                                | 163.9                                                | 61.1                                                 | 12.4                                                 | 4.2                                                  | 13.9                                                 | 709.8                                                |
| Horas de sol                                                                            | 218.8                                                | 215.0                                                | 245.6                                                | 276.6                                                | 308.3                                                | 269.0                                                | 227.5                                                | 234.9                                                | 265.6                                                | 290.0                                                | 259.6                                                | 222.9                                                | 3034                                                 |
| Fuente: Administración Nacional Oceánica y Atmosférica (temperatures and precipitation) |                                                      |                                                      |                                                      |                                                      |                                                      |                                                      |                                                      |                                                      |                                                      |                                                      |                                                      |                                                      |                                                      |

## Demografía
| Gráfica de evolución de Lahore entre 1881 y 2023 |
|                                                  |

De acuerdo con el censo de 1998, 86.2% correspondientes a 6.896.000 habitantes son panyabis, 10,2 % u 816.000 habitantes son mohajires. Se sabe que hay más de un millón de pastunes, alrededor del 15% de la población. Los seraikis son otra minoría contribuyendo 0.4% o 32.000 personas. En Lahore se habla principalmente panyabí, urdu e inglés.

## Transporte

### Ferrocarril
El Metro de Lahore o Lahore Rapid Mass Transit System (LRMTS) fue propuesta por primera vez en 1991. La financiación no estaba asegurada, y en 2012 fue abandonado por el Gobierno de Punjab a favor del sistema más rentable del Lahore Metrobús que abrió sus puertas en febrero de 2013. Sin embargo en mayo de 2014, el Gobierno de Punjab decidió reiniciar el desarrollo en el metro de Lahore con un proyecto de 1.6 mil millones de dólares con la ayuda china. La línea naranja, que será 27,1 kilómetros (16,8 millas) de largo, (25,4 kilómetros (15,8 millas) de la cual será elevada), primera línea del proyecto fue inaugurado el 25 de octubre de 2020 que cuenta con 27.1 kilómetros y 26 estaciones.
La ciudad cuenta con la Estación de Lahore Junction, inaugurada en 1860 durante el Raj británico y que la conecta con las principales ciudades del país.

### Autobuses
Varias compañías de autobuses operan en Lahore. Premier Autobuses, propiedad del Grupo Beaconhouse, se inició en 2003, y proporciona servicios de transporte al público en general en Lahore. Con más de 240 autobuses que funcionan en las rutas exclusivas, es la mayor empresa de transporte público en Pakistán. A partir de 2010, los autobuses están en proceso de ser convertidos a gas natural comprimido por razones ambientales y económicas. división de autobuses de la ciudad de Sammi Daewoo opera tres rutas dentro de la ciudad y dos rutas suburbanas para Gujranwala y Sheikhupura. El Daewoo Bus City también opera las rutas dentro de Lahore. Su sede se encuentra en la ciudad de Lahore. Es operado por una compañía coreana, Sammi. El 11 de febrero de 2013, Gobierno de Punjab puso en marcha sistema de transporte rápido de autobuses (MBS) en Lahore.

### Aeropuerto
El gobierno construyó un nuevo aeropuerto de la ciudad en 2003. Fue nombrado Aeropuerto Internacional Allama Iqbal después de que el poeta-filósofo nacional de Pakistán, Allama Muhammad Iqbal, y es servido por líneas aéreas internacionales, así como el portador de la bandera nacional, Pakistan International Airlines. La antigua terminal ahora funciona como terminal Hajj para facilitar la gran afluencia de peregrinos que viajan a Arabia Saudita para realizar el Hajj cada año.[cita requerida] Lahore también tiene un aeropuerto de la aviación general conocido como Aeropuerto de Walton. El segundo aeropuerto comercial más cercano se encuentra en Amritsar en la India.[cita requerida]

## Ciudades hermanadas
| - Estambul, Turquía (1975) - Sariwon, Corea del Norte (1988) - Xi'an, China (1992) - Cortrique, Bélgica (1993) - Córdoba, España (1994) - Fez, Marruecos (1994) | - Samarcanda, Uzbekistán (1995) - Isfahán, Irán (2004) - Mashhad, Irán (2006–2012) - Glasgow, Escocia (2006) - Chicago, Estados Unidos (2007) - Amol, Irán (2010) |